# Boyko
Pour les articles homonymes, voir Boyko (homonymie).
Le boyko est le parler traditionnel des Boykos. Il s'agit en réalité d'un dialecte local du rusyn, dialecte ukrainien dont il reste très proche.
Aujourd'hui, le boyko n'est presque plus utilisé et le rusyn de moins en moins, car l'ukrainien est devenu la langue principale des Boykos. Il n'a pour l'instant aucune reconnaissance officielle ni en Ukraine, ni en Pologne, ni en Slovaquie.